# كيميارجيا

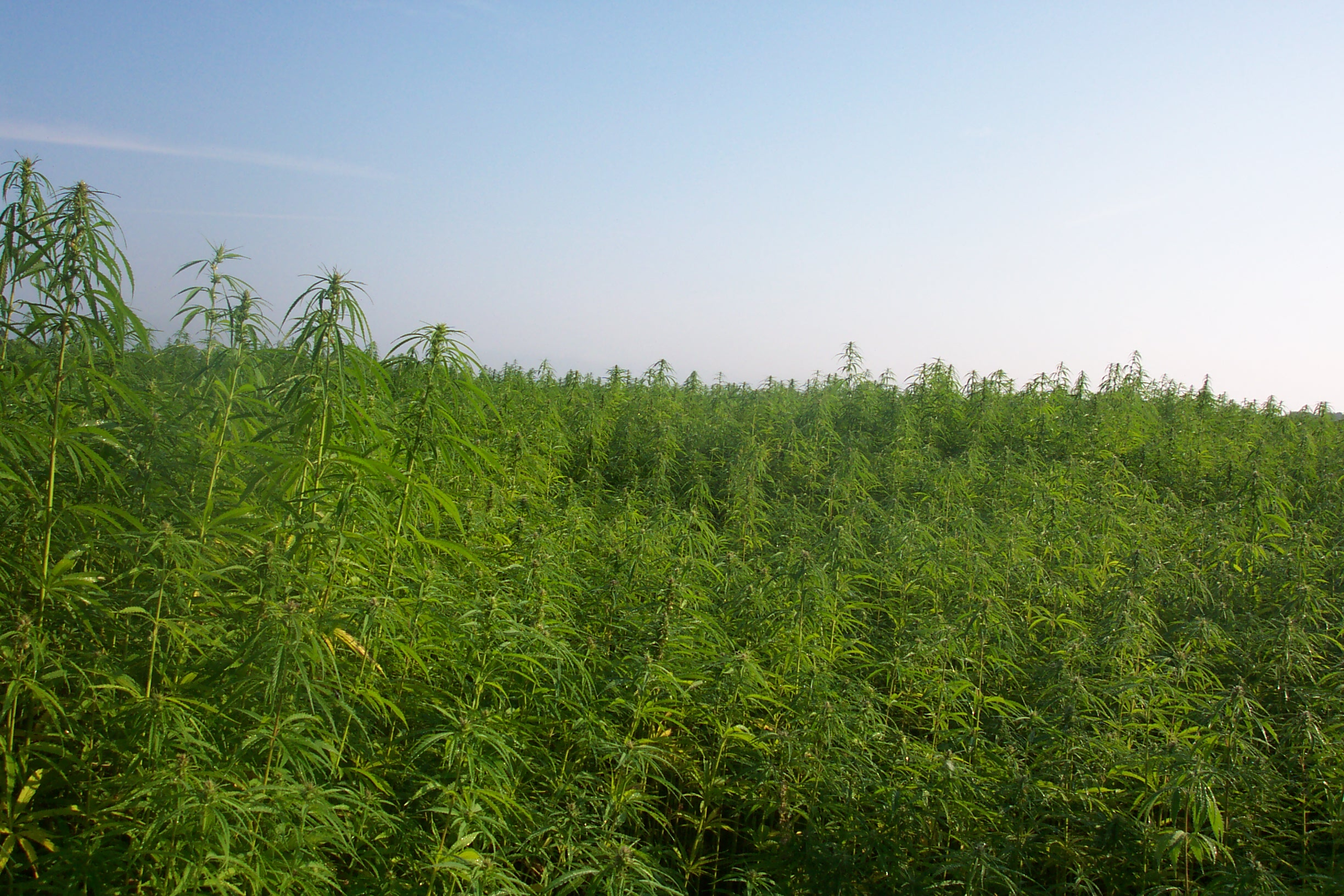

الكيميارجيا فرع من الكيمياء التطبيقية يُعْنَى باستغلال المحاصيل الزراعية وفَضَلات المزارع لأغراض صناعية.